# Jackson Hole National Monument
Jackson Hole National Monument to nieistniejący już pomnik narodowy w Stanach Zjednoczonych, w stanie Wyoming. Pomnik został ustanowiony decyzją prezydenta Franklina Delano Roosevelta 15 marca 1943 roku na powierzchni 853,68 km². Kongres Stanów Zjednoczonych aktem prawnym z 14 września 1950 roku przyłączył większość jego obszaru do istniejącego od 1929 roku Parku Narodowego Grand Teton. Niewielką część pomnika włączono natomiast do National Elk Refuge.